# Osborne Reynolds
Osborne Reynolds (Belfast, 23 de agosto de 1842 — Watchet, 21 de fevereiro de 1912) foi um físico e engenheiro mecânico britânico.

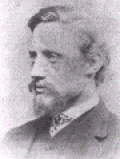
Osborne Reynolds

Filho do Reverendo O. Reynolds, sacerdote na Igreja Anglicana e também respeitado acadêmico, formado em Cambridge em 1867, diretor da Belfast Collegiate School e, mais tarde, da Dedham School em Essex.
Embora Osborne tenha nascido em Belfast, sua iniciação escolar deu-se em Dedham, tendo sua educação inicial sido ministrada por seu pai, excelente matemático, com um grande interesse em mecânica, particularmente com tudo que permitisse o aperfeiçoamento de equipamentos agrícolas, para os quais registrou diversas patentes.
Influenciado por seu pai, Osborne foi enviado para trabalhar como aprendiz na firma de engenharia de Edward Hayes, em Stony, onde, durante um ano, adquiriu experiência na fabricação de navios a vapor.
Formou-se em matemática em Cambridge em 1867. Depois empregou-se na firma de engenharia John Lawson em Londres, onde permaneceu um ano trabalhando como engenheiro civil.
Em 1866, tornou-se o primeiro catedrático em engenharia em Manchester, e o segundo da Inglaterra. A cátedra foi criada e financiada por um grupo de empresários industriais locais. Apesar de sua juventude e inexperiência, respondeu a um edital de convocação para preenchimento da cátedra recém criada no Owens College (depois transformado na Universidade de Manchester), onde ficou até a aposentadoria em 1905, quando, com saúde frágil retornou à Cambridge.
Seus primeiros trabalhos foram em eletricidade e magnetismo. Depois mudou seu interesse para hidráulica e hidrodinâmica. Após 1873, se concentrou totalmente na hidrodinâmica, tendo estudado as mudanças que um escoamento experimenta quando passa do regime laminar para o regime turbulento.
Em 1883, introduziu o mais importante número adimensional da mecânica dos fluidos, hoje conhecido como Número de Reynolds.
Em 1886, formulou a moderna teoria de lubrificação. Três anos depois, formulou, para escoamentos turbulentos, a noção de campos médios e flutuantes, dando origem às equações Reynolds Average Navier-Stokes que hoje sustentam a maior parte dos modelos turbulentos em Fluidodinâmica computacional, CFD.
Na universidade tinha fracos recursos para pesquisa, sendo suas primeiras pesquisas feitas em aparatos primitivos em casa ou ao ar livre.
Preocupado com o uso prático de suas pesquisas, publicou em 1872 On sewer gas and how to keep it out of houses, um guia detalhado sobre sistemas sanitários projetados para isolar o esgoto de residências.